# Тіміряково
Тіміря́ково (рос. Тимиряково, башк. Тимерәк) — присілок у складі Мечетлінського району Башкортостану, Росія. Входить до складу Юнусовської сільської ради.
Населення — 118 осіб (2010; 132 в 2002).
Національний склад:
- башкири — 99 %